# Бояри (Борисовський район)
Бояри (біл. вёска Баяры) — село в складі Борисовського району Мінської області, Білорусь. Село підпорядковане Лошницькій сільській раді, розташоване в північно-східній частині області.